# バッカスの勝利
『バッカスの勝利』（バッカスのしょうり、西: El Triunfo de Baco、英: The Triumph of Bacchus）、または『酔っ払いたち』（よっぱらいたち、西: Los Borrachos）は、バロック期のスペインの巨匠ディエゴ・ベラスケスが1628-1629年頃に制作したキャンバス上の油彩画である。1636年のスペイン王室の財産目録では『バッカス』という題名で記載され、1734年の同目録で初めて『バッカス神の勝利』と記載された。作品は現在、マドリードのプラド美術館に所蔵されている。なお、プラド美術館が1819年に開館する以前から、作品は『酔っ払いたち』という愛称でも親しまれてきた。

## 作品
フェリペ4世の宮廷画家であったベラスケスは1629年に第1次イタリア旅行に出発するが、その直前に完成した本作はそれまでの画家の画業と足跡を集大成した記念碑的作品である。そのころマドリードに滞在していた神話画の巨匠ルーベンスに鼓吹されて描いたベラスケス初のギリシア神話を主題としたものであるが、神話主題の作品は当時のスペインでは非常に稀なものであった。しかし、本作は神話画であるだけでなく、同時に人物と静物を組み合わせたボデゴン (スペインの厨房画、静物画) でもあり、群像画でもあり、後の画家が手掛けた構成画にも踏み出している。
1629年7月22日、フェリペ4世は「余のために描いたバッカス」、すなわち本作に銀貨100ドゥカートを支払う勅令を出している。作品は後に王の寝所に掛けられた。この作品でベラスケスは神話の酒の神バッカスを描いていながら、セビーリャ時代の『マルタとマリアの家のキリスト』 (ロンドン・ナショナル・ギャラリー) などの宗教画と同様、日常的な場面を設定している。バッカスとその取り巻きは英雄化も理想化も行われず、地上の人間として鑑賞者と同じ世界に存在しているのである。実際、彼らは俗的ともいえる写実的な姿で描かれており、居酒屋の常連客が集っているように見える。このような画風はイタリアのバロック期の巨匠カラヴァッジョや、その影響を受けたスペイン人画家ホセ・デ・リベラにも見られるが、ルーベンスの理想化された神話的主題の作品とは大きく異なっている。
本作で頭にブドウの蔓を冠し、上半身裸のバッカスは酒樽に腰を下ろして、右隣に跪く若者に蔦 (バッカスのアトリビュート) の蔓でできた冠を授けている。画面左側にはすでに蔦の冠を被った男が２人いる。そのうち上方にいる1人はサテュロスであるが、獣であるはずのその下半身は描かれていない。画面右半分にいる人々は皆、労働者か農民のように卑俗な容貌と姿で日焼けをし、ワインの入った鉢やグラスを持って、酔っぱらった赤ら顔を見せている。右端上方にいる物乞いのポーズの男は帽子を取りながらこの場に加わっている。貧しくともたくましく生きている彼らの姿は、17世紀のスペインで流行った物乞いや悪漢の登場するピカレスク小説を想起させる。こうした人物の描き方、土色系を中心とした色遣いは『セビーリャの水売り』(アプスリー・ハウス、ロンドン) など画家のセビーリャ時代の作品とも共通するが、風景、明るい光の使い方、裸体表現、綿密な構図などに画家が王室コレクションで見知っていたヴェネツィア派やルーベンスの作品の影響も見て取れる。
本作で画家は神話画を現実世界の風俗画のように描いているが、それだけでなく以降の構想画の常として「神話を反転させた」世界を確立している。言い換えるなら神話は社会の隠された意味を持つパロディーとして機能しているのである。バッカスを当時の若き国王フェリペ4世に見たてれば、本作には王のもとでの労働者や農民たちの休息と、神＝王の贈り物であるワインを捧げての彼らの労働のねぎらいとオマージュが表現されている。斜陽のスペインでは、王たるものは労働の奨励をすべきであるという政治理念が喫緊の課題であったのである。